# Lista de aeroportos de Minas Gerais
Lista de aeroportos de Minas Gerais, constando o nome oficial do aeroporto, o código IATA e/ou o código ICAO e o município onde tal aeroporto se encontra. Não há aeroportos estaduais, tendo em vista que são diretamente delegados aos municípios.

## Internacionais

### Concessão
- Aeroporto Internacional Tancredo Neves (IATA: CNF / ICAO: SBCF) - Confins (Região Metropolitana de Belo Horizonte)

## Regionais

### FederaisInfraero
- Aeroporto Brigadeiro Antônio Cabral (IATA: DIQ / ICAO: SNDV) - Divinópolis
- Aeroporto Carlos Prates (IATA: *** / ICAO: SBPR) - Belo Horizonte
- Aeroporto de Ipatinga (IATA: IPN / ICAO: SBIP) - Santana do Paraíso
- Aeroporto de Montes Claros (IATA: MOC / ICAO: SBMK) - Montes Claros
- Aeroporto da Pampulha (IATA: PLU / ICAO: SBBH) - Belo Horizonte
- Aeroporto de Uberaba (IATA: UBA / ICAO: SBUR) - Uberaba
- Aeroporto de Uberlândia (IATA: UDI / ICAO: SBUL) - Uberlândia
- Aeroporto Major Brigadeiro Doorgal Borges[nota 1] - (IATA: OAK/ ICAO: SBBQ) - Barbacena
- Aeroporto Regional Dom José Mauro (IATA: *** / ICAO: SNAP)- Janaúba

### Municipais
- Aeroporto das Bandeirinhas (IATA: ***/ ICAO: SNKF) - Conselheiro Lafaiete
- Aeroporto Comandante Paschoal Patrocínio Filho (Alfenas) (IATA: ***/ ICAO: SNFE) - Alfenas
- Aeroporto Coronel Altino Machado (IATA: GVR / ICAO: SBGV) - Governador Valadares
- Aeroporto Cristiano Ferreira Varella (IATA: MBM / ICAO: SNBM) - Muriaé
- Aeroporto de Campo Belo (IATA: *** / ICAO: SNCA) -  Campo Belo
- Aeroporto de Capelinha (IATA: *** / ICAO: SICK) - Capelinha
- Aeroporto de Caratinga (IATA: *** / ICAO: SNCT) -  Ubaporanga
- Aeroporto de Caxambu (IATA: *** / ICAO: SNXB) - Caxambu
- Aeroporto de Cláudio (IATA: *** / ICAO: SWUD) - Cláudio
- Aeroporto de Diamantina (IATA: DTI / ICAO: SNDT) - Diamantina
- Aeroporto de Espinosa (IATA: ESI / ICAO: SBEP) - Espinosa
- Aeroporto de Frutal (IATA: *** / ICAO: SNFU) - Frutal
- Aeroporto de Ituiutaba (IATA: *** / ICAO: SNYB) - Ituiutaba
- Aeroporto de Mocambinho (IATA: *** / ICAO: SNMK) - Jaíba
- Aeroporto de Januária (IATA: JNA / ICAO: SNJN) - Januária
- Aeroporto de Leopoldina (IATA: LEP / ICAO: SNDN) - Leopoldina
- Aeroporto de Monte Verde (IATA: *** / ICAO: SNEJ) - Camanducaia
- Aeroporto de Nanuque (IATA: NNU / ICAO: SNNU) - Nanuque
- Aeroporto de Patos de Minas (IATA: POJ / ICAO: SNPD) - Patos de Minas
- Aeroporto de Pirapora (IATA: PIV / ICAO: SNPX) - Pirapora
- Aeroporto de Pouso Alegre (IATA: PPY / ICAO: SNZA) - Pouso Alegre
- Aeroporto Deputado José Aldo dos Santos (IATA: *** / ICAO: SNRZ) - Oliveira
- Aeroporto de São Lourenço (IATA: SSO / ICAO: SNLO) - São Lourenço
- Aeroporto de São Sebastião do Paraíso (IATA: *** / ICAO: SNPY) - São Sebastião do Paraíso
- Aeroporto de Ubá (IATA: *** / ICAO: SNUB) - Ubá
- Aeroporto de Unaí (IATA: *** / ICAO: SNUN) - Unaí
- Aeroporto de Viçosa (IATA: QVC / ICAO: SNVC) - Viçosa
- Aeroporto Elias Breder (Regional de Manhuaçu) (IATA: JMA / ICAO: SNJM) - Manhuaçu
- Aeroporto Embaixador Walther Moreira Salles (IATA: POO / ICAO: SBPC) - Poços de Caldas
- Aeroporto Francisco Álvares de Assis (IATA: JDF / ICAO: SBJF) - Juiz de Fora
- Aeroporto Juscelino Kubitscheck (IATA: TFL / ICAO: SNTO) - Teófilo Otoni
- Aeroporto Major Brigadeiro Trompowsky (IATA: VAG / ICAO: SBVG) - Varginha
- Aeroporto Municipal José Figueiredo (IATA: PSW / ICAO: SNOS) - Passos
- Aeroporto Pedro Rabelo de Souza (IATA: *** / ICAO: SNZR) - Paracatu
- Aeroporto Romeu Zema (Araxá) (IATA: AAX/ ICAO: SBAX) - Araxá

### Concessões
- Aeroporto de Bom Despacho (IATA: *** / ICAO: SNGQ) - Bom Despacho
- Aeroporto Presidente Itamar Franco (IATA: IZA / ICAO: SBZM) - Goianá
- Aeroporto Prefeito Octávio de Almeida Neves (IATA: JDR / ICAO: SNJR) - São João del-Rei